# (857) Glasenappia
Pour les articles homonymes, voir Glasenapp.
(857) Glasenappia est un astéroïde de la ceinture principale découvert le 6 avril 1916 par l'astronome russe Sergueï Beliavski. Sa désignation provisoire est 1916 S33[Quoi ?].
Il est nommé d'après l'astronome soviétique Sergueï de Glasenapp.